# Mesoclemmys tuberculata
Mesoclemmys tuberculata é uma espécie de tartaruga. É encontrada no nordeste do Brasil.